# Meng Da
Meng Da, nom de courtoisie Zidu, était un général au service du royaume du Wei, en Chine, durant la période des trois royaumes. Il est né à une date inconnue à Fufeng et est mort en 228 à Shangyong. Après avoir servi Liu Zhang et Liu Bei à la fin de la dynastie Han, il fait défection au profit du Wei. Il servit les deux premiers empereurs du Wei, Cao Pi et Cao Rui, avant de fomenter une rébellion à la fin de l'année 227. Cette révolte fut réprimée par Sima Yi, un général du Wei, qui capture et fait exécuter Meng Da pour trahison.

## Au service de Liu Zhang et Liu Bei
Meng Da commence sa carrière au service de Liu Zhang, le gouverneur de la province de Yi. Il fait défection une première fois, au profit de Liu Bei, lorsque ce dernier envahit la province de Yu au début de la décennie 210 et chasse Liu Zhang. D'abord assigné à la garde de Jiangling (江陵), Meng Da reçoit une promotion et devient l'administrateur (太守) de Yidu (宜都), dès que Liu Bei s'est assuré le contrôle total de la province de Yi. À l'époque, le nom de courtoisie de Meng Da était « Zijing », mais il l'a changé en « Zidu » après être passé dans le camp de Liu Bei car « Zijing » était aussi le nom de courtoisie de l'oncle de ce dernier.
En 219, Meng Da reçut l'ordre de prendre la tête d'une armée à Zigui (秭歸) pour aller attaquer Fangling (房陵). Après la prise de Fangling, Meng avance plus au nord et prend également la ville de Shangyong (上庸), où il avait rendez-vous avec Liu Feng, le fils adoptif de Liu Bei. Un peu plus tard la même année, Meng et Liu reçoivent une demande de renfort venant de Guan Yu, un général vétéran de l'armée de Liu Bei et frère juré de ce dernier. Guan était pris au piège par ses ennemis dans la province de Jing, à la suite d'une tentative d'invasion qui avait mal tourné, et demandait de l'aide. Liu Feng et Meng Da refusèrent de l'aider et Guan Yu finit par être capturé et exécuté par les troupes de Sun Quan, le roi du Wu.

## Au service du Wei
Meng Da craignait d’être puni pour avoir refusé d'aider Guan Yu, et ses relations avec Liu Feng étaient tendues. Sans rien dire à Liu, il prit 4 000 soldats avec lui et fit défection au profit de Cao Pi, l'empereur du Wei et rival de Liu Bei. En voyant arriver Meng Da, Cao lui souhaita chaleureusement la bienvenue. Après cet accueil, Meng Da écrivit une lettre à Liu Feng, pour l'informer qu'il courait un grave danger car un proche de Liu Bei avait multiplié les médisances contre lui. Meng Da pressait Liu Feng de faire lui aussi défection au profit du Wei. Liu ignora les conseils de Meng Da et retourna à Chengdu, où il fut exécuté par son père adoptif pour ne pas avoir envoyé de renforts à Guan Yu et pour avoir laissé Meng Da faire défection.
En 220, Cao Pi met fin à la dynastie Han en forçant l'empereur Xian à abdiquer en sa faveur. Une fois couronné empereur, Cao Pi fonde le royaume du Wei, marquant ainsi le début de la période des trois royaumes. Au service du Wei, Meng Da reçut le titre de marquis et fut nommé a plusieurs postes importants. Cao Pi réunit les trois districts de Fangling, Shangyong et Xicheng (西城) pour créer un nouveau district beaucoup plus grand, Xincheng (新城). Meng Da fut nommé administrateur (太守) de Xincheng et reçut la mission de défendre la frontière sud-ouest du Wei. Avec le temps, Meng Da devint un ami proche de Huan Jie et Xiahou Shang, deux officiels de haut rang du Wei.
En 225, Li Hong (李鴻) trahit le Wei au profit du Shu, un royaume que Lui Bei a fondé en 221. Lors d'un entretien avec Zhuge Liang, le premier ministre du Shu, Jiang Wan et Fei Shi, deux officiels haut placés, Li parle d'une conversation que Meng Da a eu avec une personne nommée Wang Chong (王沖). Selon Wang, après la trahison de Meng Da, Zhuge Liang aurait insisté auprès de Liu Bei pour que toute la famille de Meng soit exécutée, ce que Liu Bei aurait refusé. Meng Da n'aurait pas cru Wang Chong.

## La révolte
Zhuge Liang tente de contacter Meng Da pour le convaincre de rejoindre les rangs du Shu, ce malgré les objections de Fei Shi, pour qui Meng Da était un traître en qui on ne pouvait pas avoir confiance. Entretemps, l'empereur Cao Pi était mort, ainsi que Huan Jie et Xiahou Shang. Cao Rui, le nouvel empereur du Wei, avait moins de largesses que son père pour Meng Da qui se sentait de plus en plus isolé et insatisfait de la manière dont le pouvoir central le traitait. Après plusieurs échanges de lettres entre Zhuge Liang et Meng Da, ce dernier finit par accepter l'idée d'une rébellion contre le Wei.
En 228, Zhuge Liang lance la première de ses expéditions nordiques contre le Wei, et réussit à persuader Meng Da d'aider l'armée du Shu en se rebellant contre le Wei. Cependant, les préparatifs de la révolte furent découverts par Shen Yi (申儀), l'administrateur de Weixing (魏興), qui avait des contentieux avec Meng Da. Le général Sima Yi, du Wei, écrivit une lettre à Meng Da pour semer le trouble dans son esprit. Pendant que Meng hésitait et se demandait s'il devait ou non se rebeller, Sima faisait avancer en secret ses troupes depuis Wan (actuellement Nanyang, Henan) pour attaquer Meng Da à Shangyong , une ville du district de Xincheng. Les troupes de Sima Yi arrivèrent sur place en seulement huit jours, à la grande surprise de Meng Da. Meng fut trahi par son neveu Deng Xian (鄧賢) et son subordonné Li Fu (李輔) et sa révolte écrasée en peu de temps. Il finit par être capturé et exécuté par Sima Yi.

## Dans les œuvres de fiction
Meng Da est un des personnages du roman historique le roman des trois royaumes de Luo Guanzhong. Dans cette œuvre, son nom de courtoisie est « Ziqing » ((zh)) et il apparaît principalement dans les chapitres ayant trait à sa rébellion.

## Titres obtenus et postes occupés par Meng Da
Au service de Liu Zhang et Liu Bei
- Administrateur de Yidu (宜都太守)

Au service du Wei
- Marquis de Pingyang (平陽亭侯)
- Administrateur de Xincheng (新城太守)